# Assentoft
Assentoft is een plaats in de Deense regio Midden-Jutland, gemeente Randers, en telt 2981 inwoners (2008).